# Helina posterodorsalis
Helina posterodorsalis är en tvåvingeart som beskrevs av Fritz Isidore van Emden 1951. Helina posterodorsalis ingår i släktet Helina och familjen husflugor.
Artens utbredningsområde är Tanzania. Inga underarter finns listade i Catalogue of Life.